# Chitwood
Chitwood az Amerikai Egyesült Államok északnyugati részén, Oregon állam Lincoln megyéjében, a U.S. Route 20 mentén elhelyezkedő önkormányzat nélküli település.

## Története
A posta 1887 és 1945 között működött. A település nevét Joshua Chitwoodról kapta, aki az Albany és Corvallis közötti vasútvonal építésekor élt itt. Miután az Oregon Pacific Railroad csődvédelmet kért, 1907-ben a vonal a Southern Pacific Transportation Companyhez került.
A Howe-gerendákból álló fedett hidat 1926-ban adták át. Később lebontásra ítélték, azonban 1984-ben szövetségi támogatással felújították.

## Fordítás
- Ez a szócikk részben vagy egészben  a   Chitwood, Oregon című angol Wikipédia-szócikk ezen változatának fordításán alapul.  Az eredeti cikk szerkesztőit annak laptörténete sorolja fel. Ez a jelzés csupán a megfogalmazás eredetét és a szerzői jogokat jelzi, nem szolgál a cikkben szereplő információk forrásmegjelöléseként.